# Železniční trať Havlíčkův Brod – Veselí nad Lužnicí
Železniční trať Havlíčkův Brod – Veselí nad Lužnicí (v jízdním řádu pro cestující označená číslem 225) je jednokolejná elektrizovaná trať, součást celostátní dráhy. Vede z Havlíčkova Brodu přes Dobronín, Jihlavu, Kostelec u Jihlavy, Batelov, Horní Cerekev, Počátky-Žirovnice, Jindřichův Hradec a Kardašovu Řečici do Veselí nad Lužnicí.

## Historie
Provoz na úseku Havlíčkův Brod – Jihlava byl zahájen v roce 1871.
Pravidelný provoz na úseku Veselí nad Lužnicí – Jihlava byl zahájen v roce 1887.[zdroj?] V roce 1903 jezdil na úseku Veselí nad Lužnicí – Jindřichův Hradec motorový vůz Daimler.

## Navazující tratě

### Havlíčkův Brod
- 230 Havlíčkův Brod – Kolín
- 237 Havlíčkův Brod – Humpolec
- 238 Havlíčkův Brod – Chrudim – Pardubice-Rosice nad Labem
- 250 Havlíčkův Brod – Křižanov – Brno hl.n.

### Dobronín
- 242 Dobronín – Polná (bez provozu)

### Jihlava
- 240 Jihlava – Brno hl.n.

### Kostelec u Jihlavy
- 227 Kostelec u Jihlavy – Slavonice

### Horní Cerekev
- 224 Horní Cerekev – Obrataň – Tábor

### Jindřichův Hradec
- 228 Jindřichův Hradec – Obrataň

- 229 Jindřichův Hradec – Nová Bystřice

### Veselí nad Lužnicí
- 220 České Budějovice – Praha hl.n.
- 226 Veselí nad Lužnicí – České Velenice

## Stanice a zastávky
Od prosince 2020 nejsou zastávky a stanice Horní Ves, Jihlávka, Horní Vilímeč, Popelín, Bednáreček, Bednárec, Jarošov nad Nežárkou a Rodvínov pravidelně obsluhovány žádným vlakem osobní dopravy a nejsou uváděny v jízdním řádu pro cestující.

### Kraj Vysočina

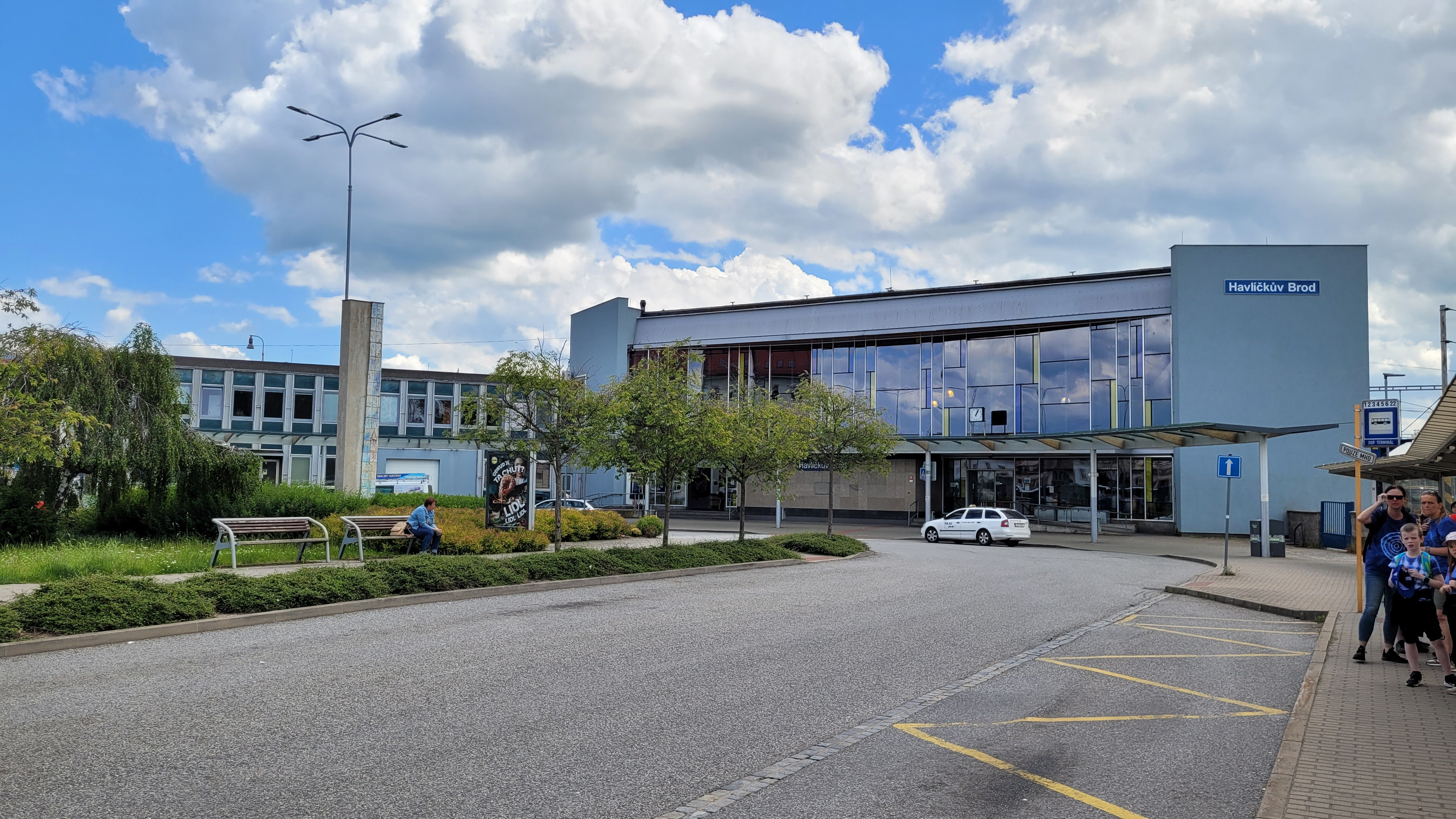
Havlíčkův Brod
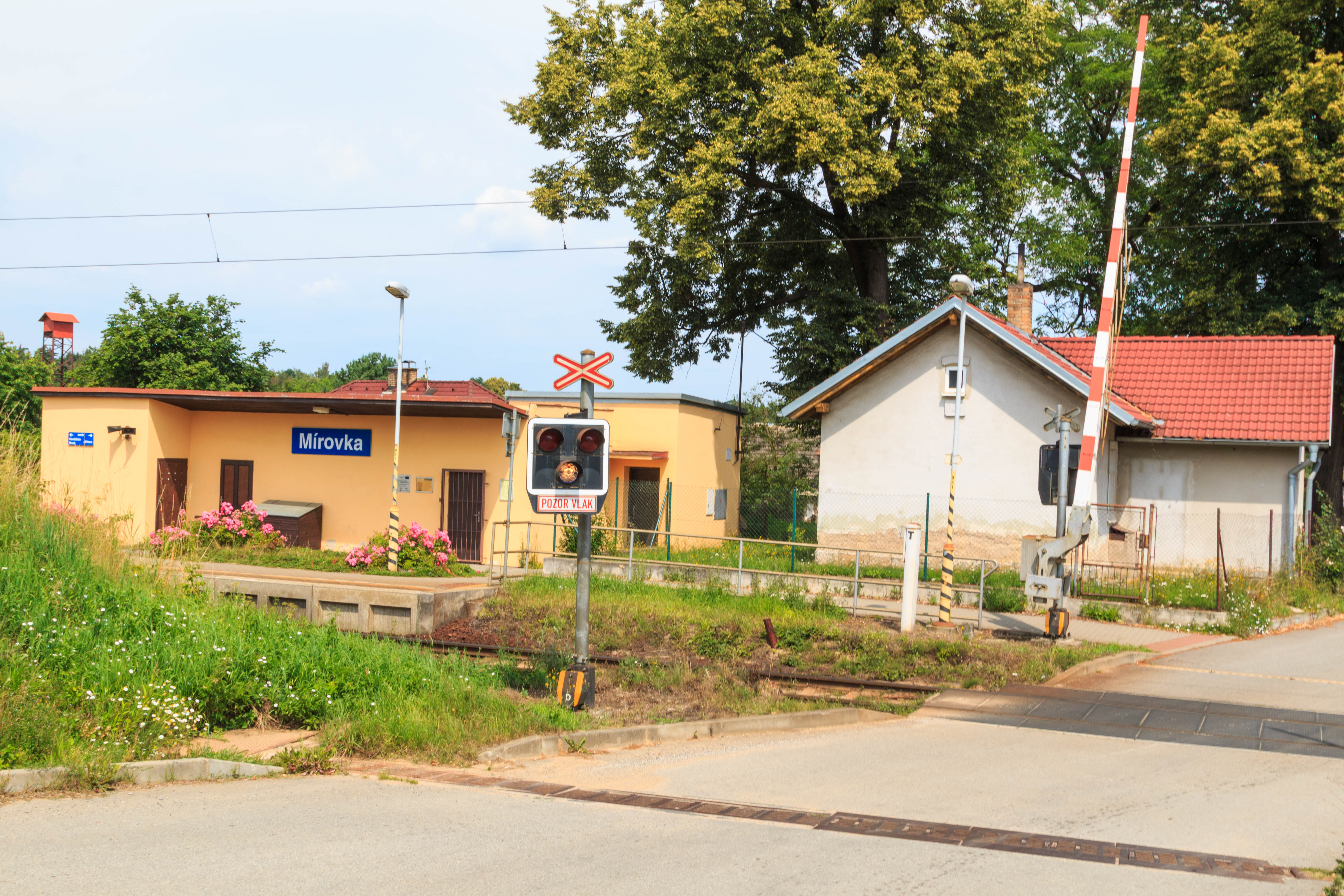
Mírovka
Šlapanov
Kamenná
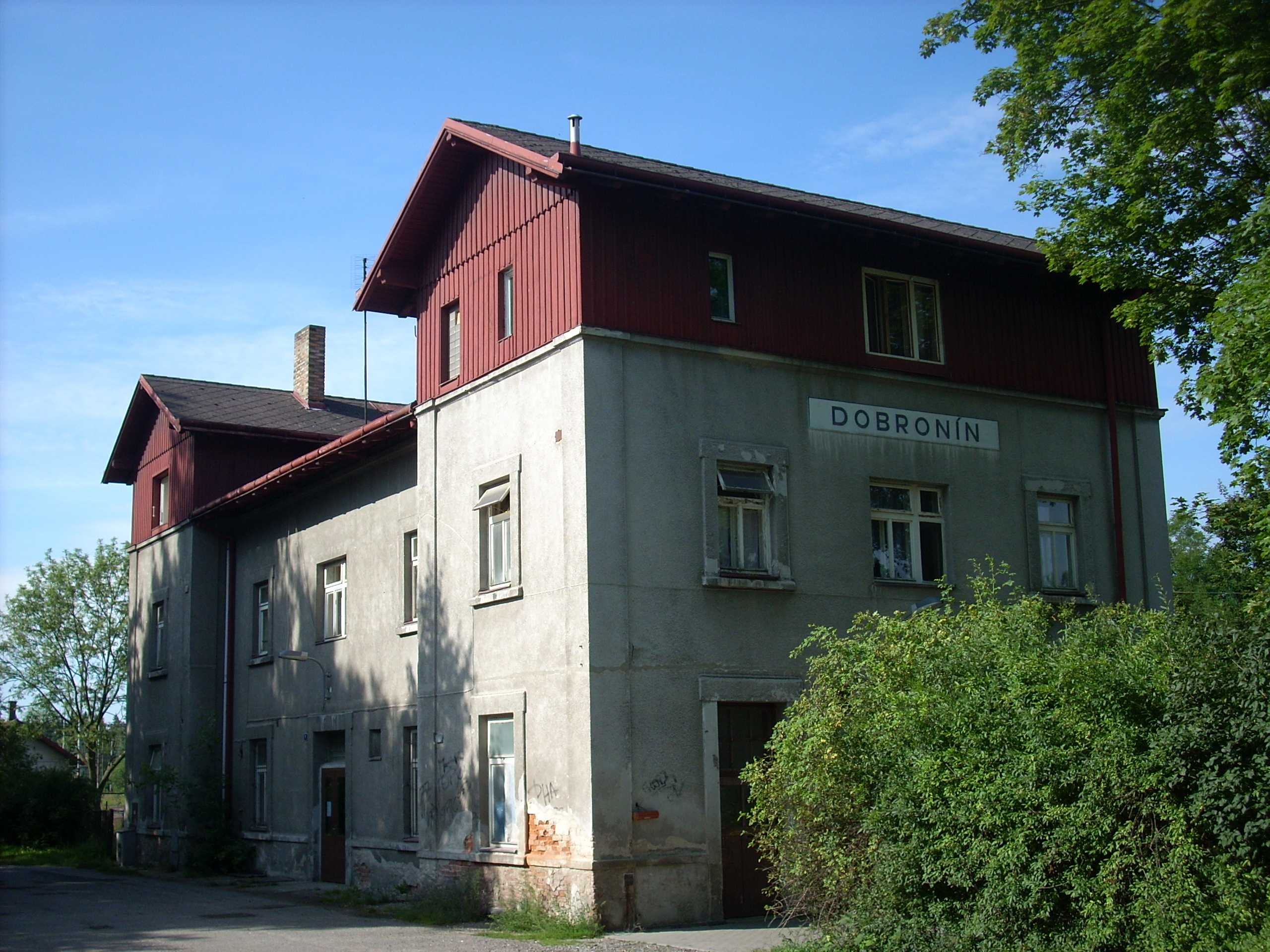
Dobronín
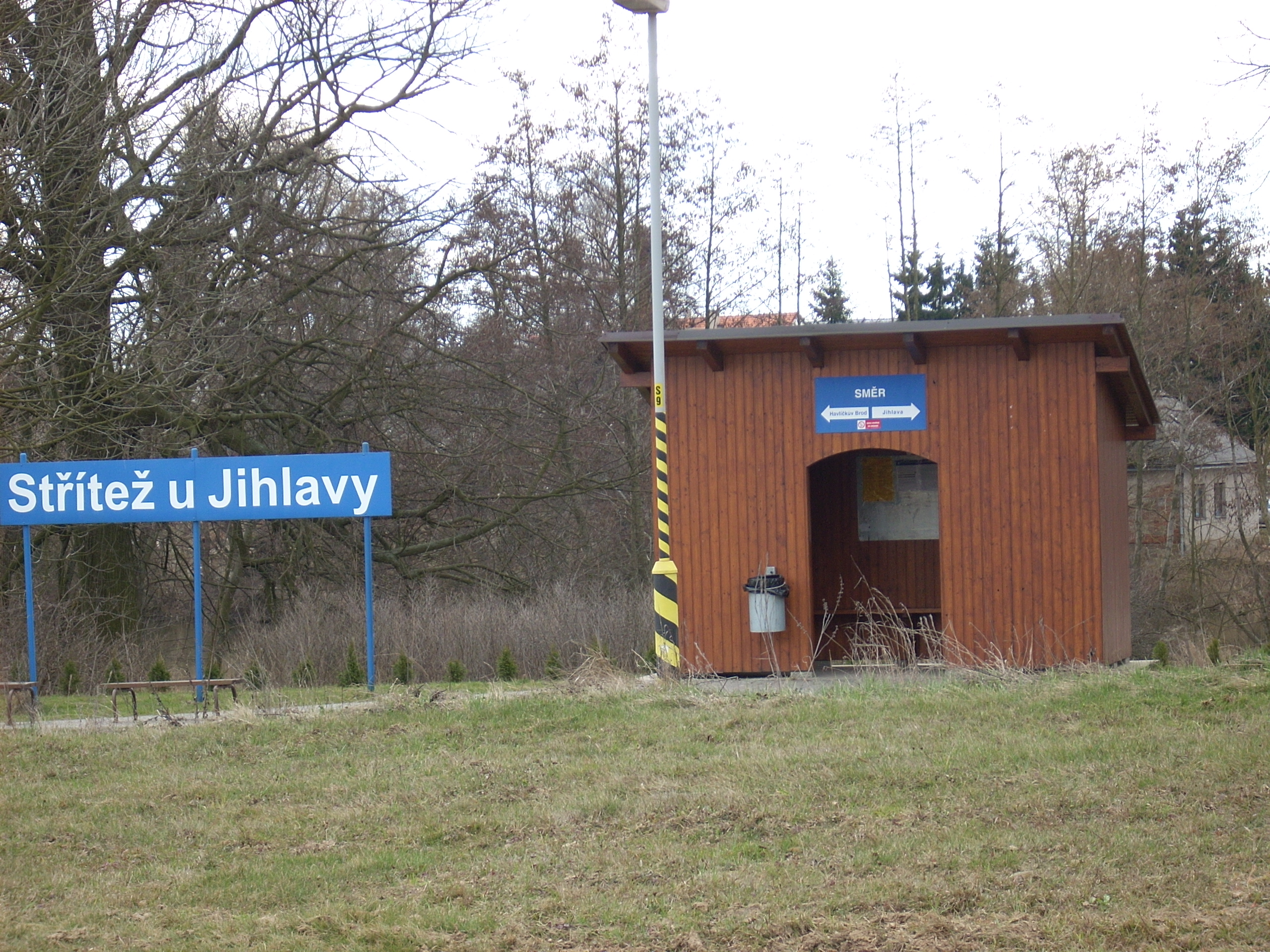
Střítež u Jihlavy
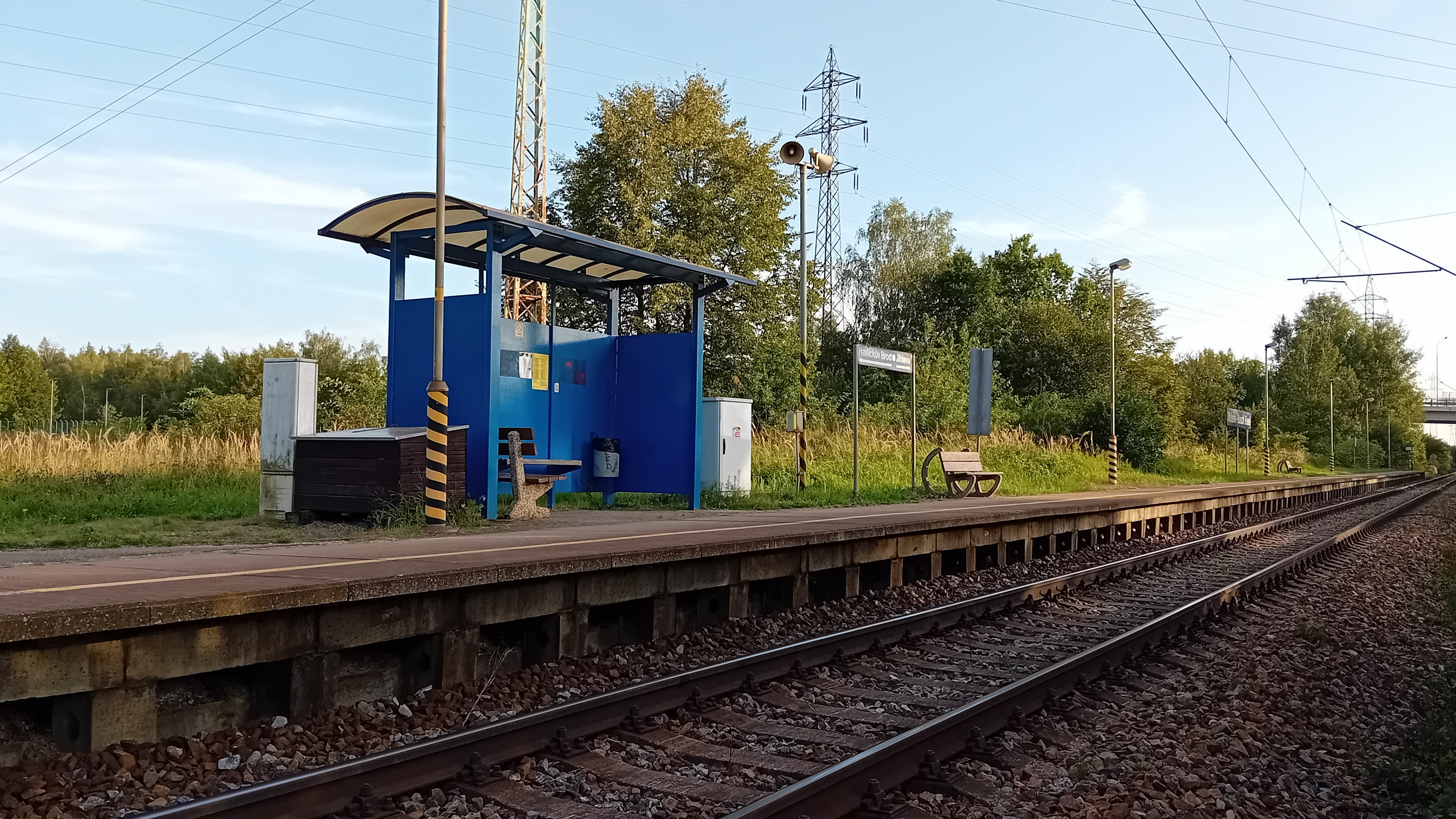
Jihlava–Bosch Diesel
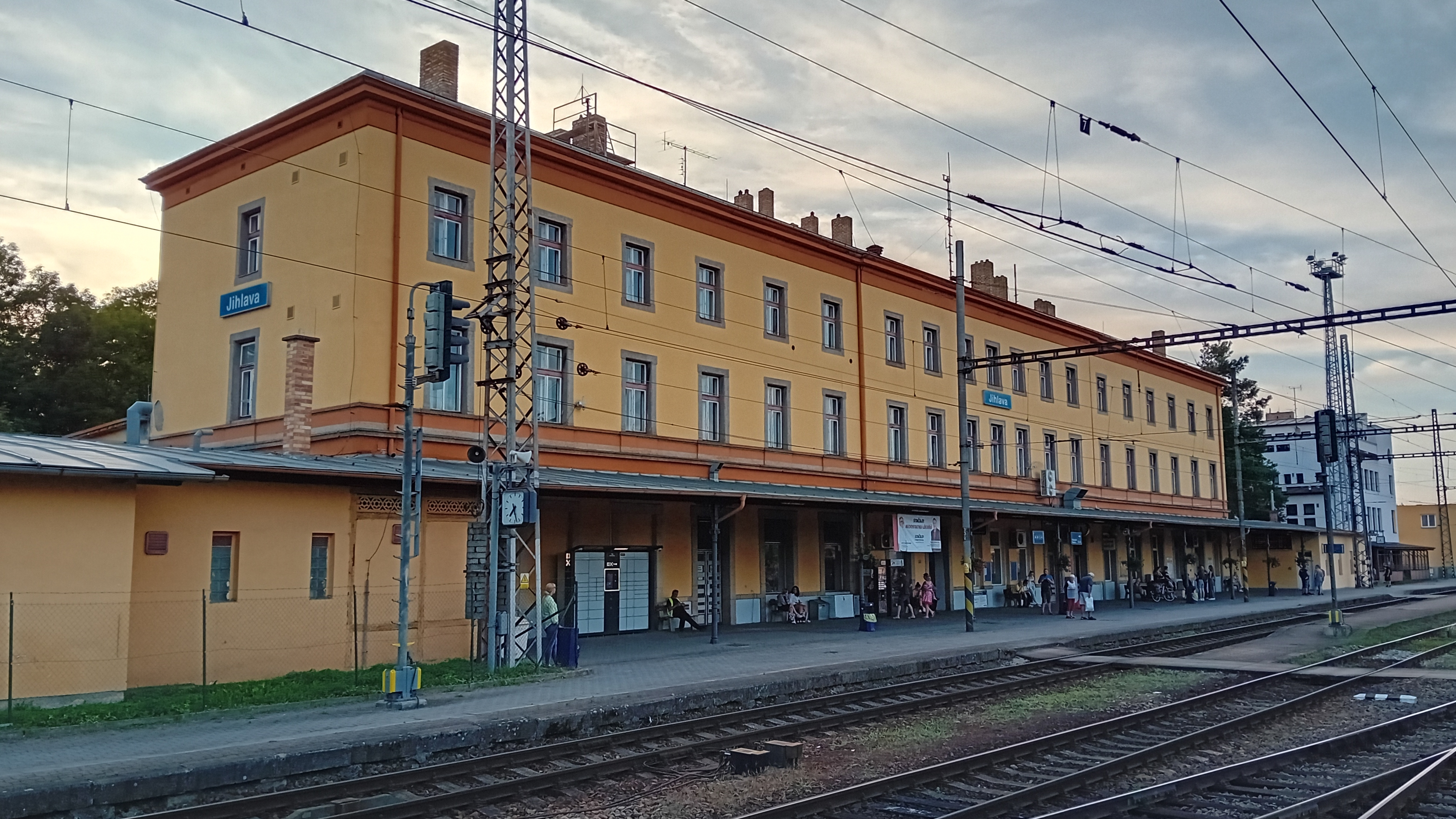
Jihlava
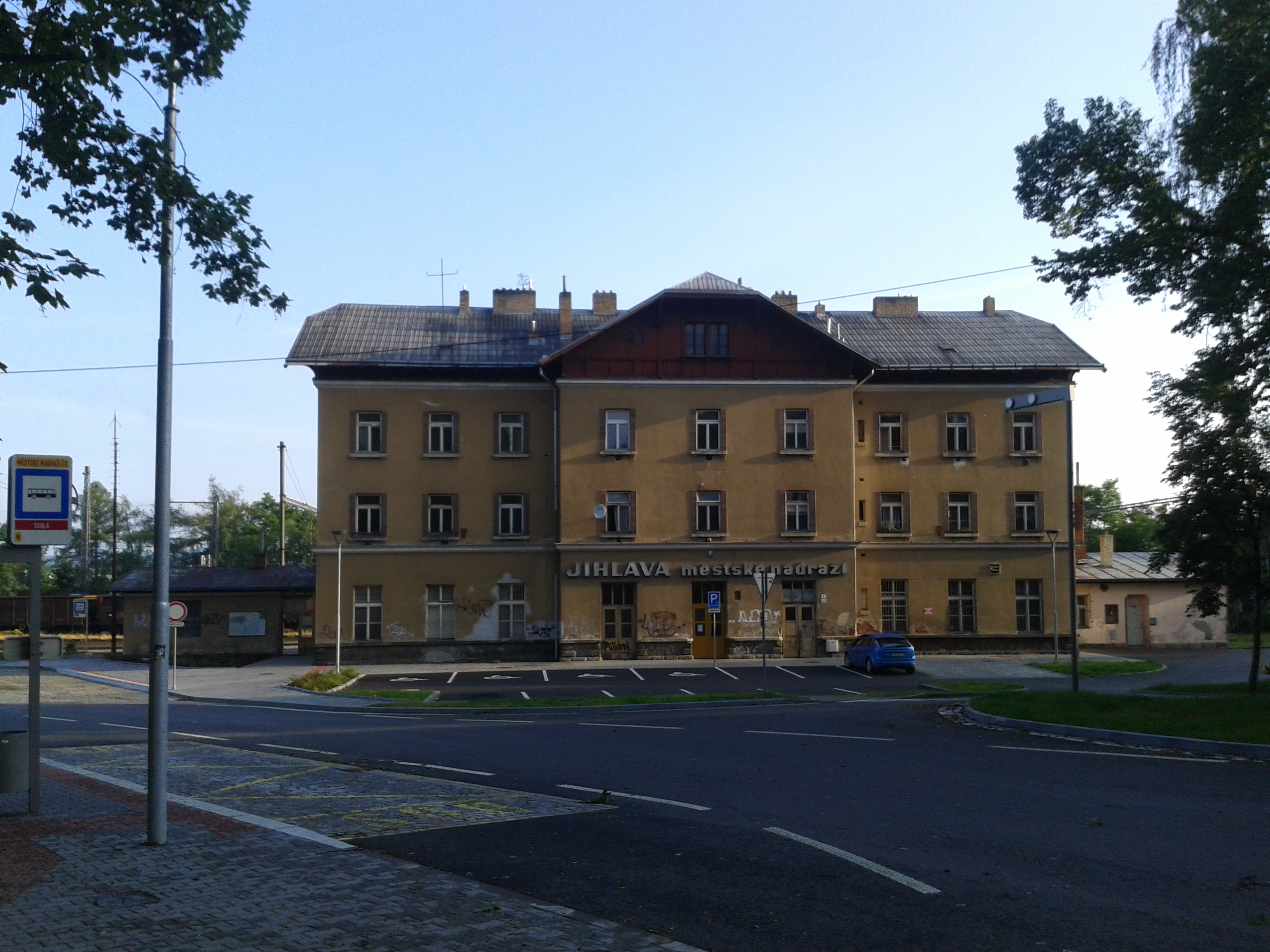
Jihlava město
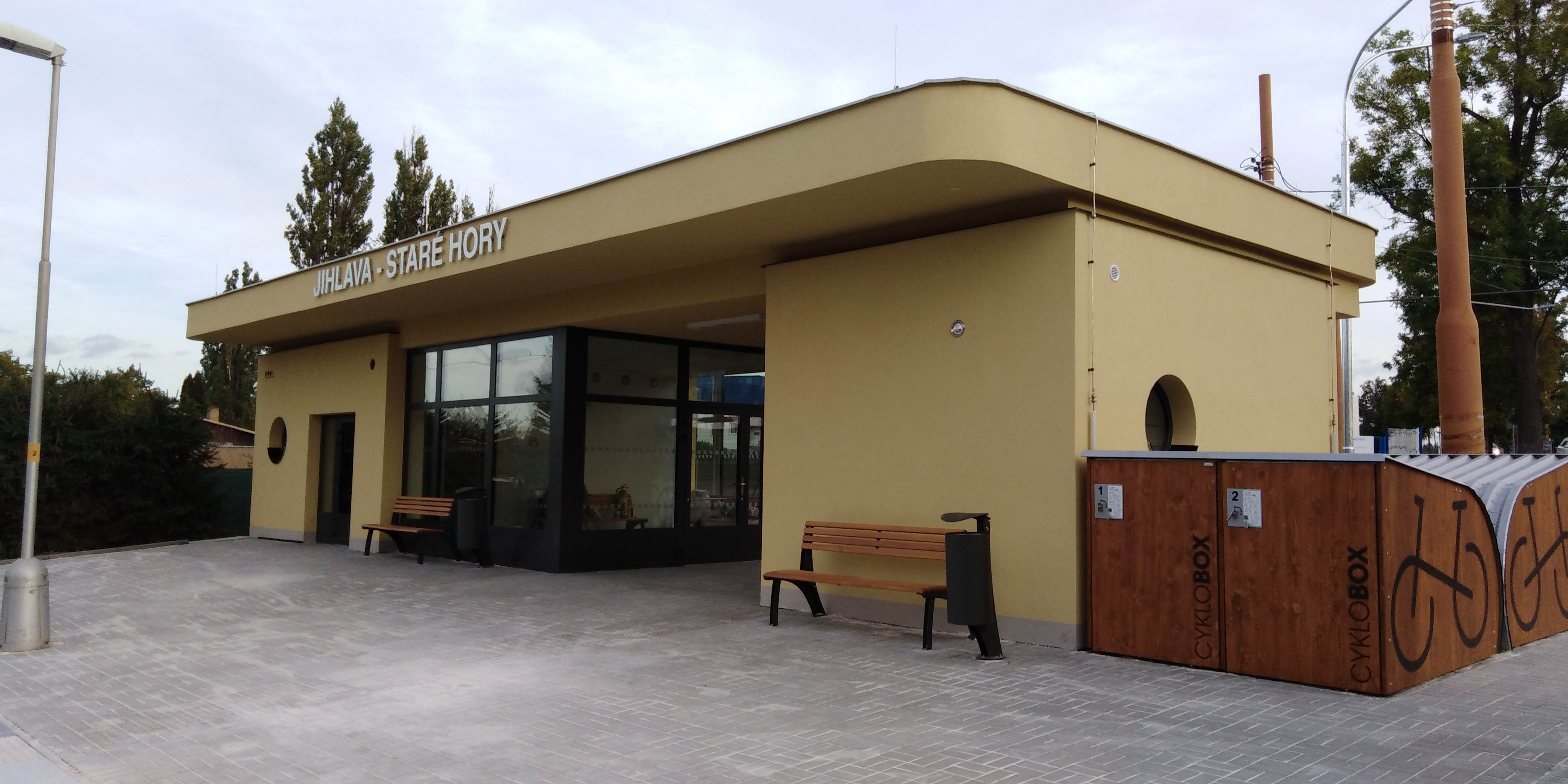
Jihlava-Staré Hory
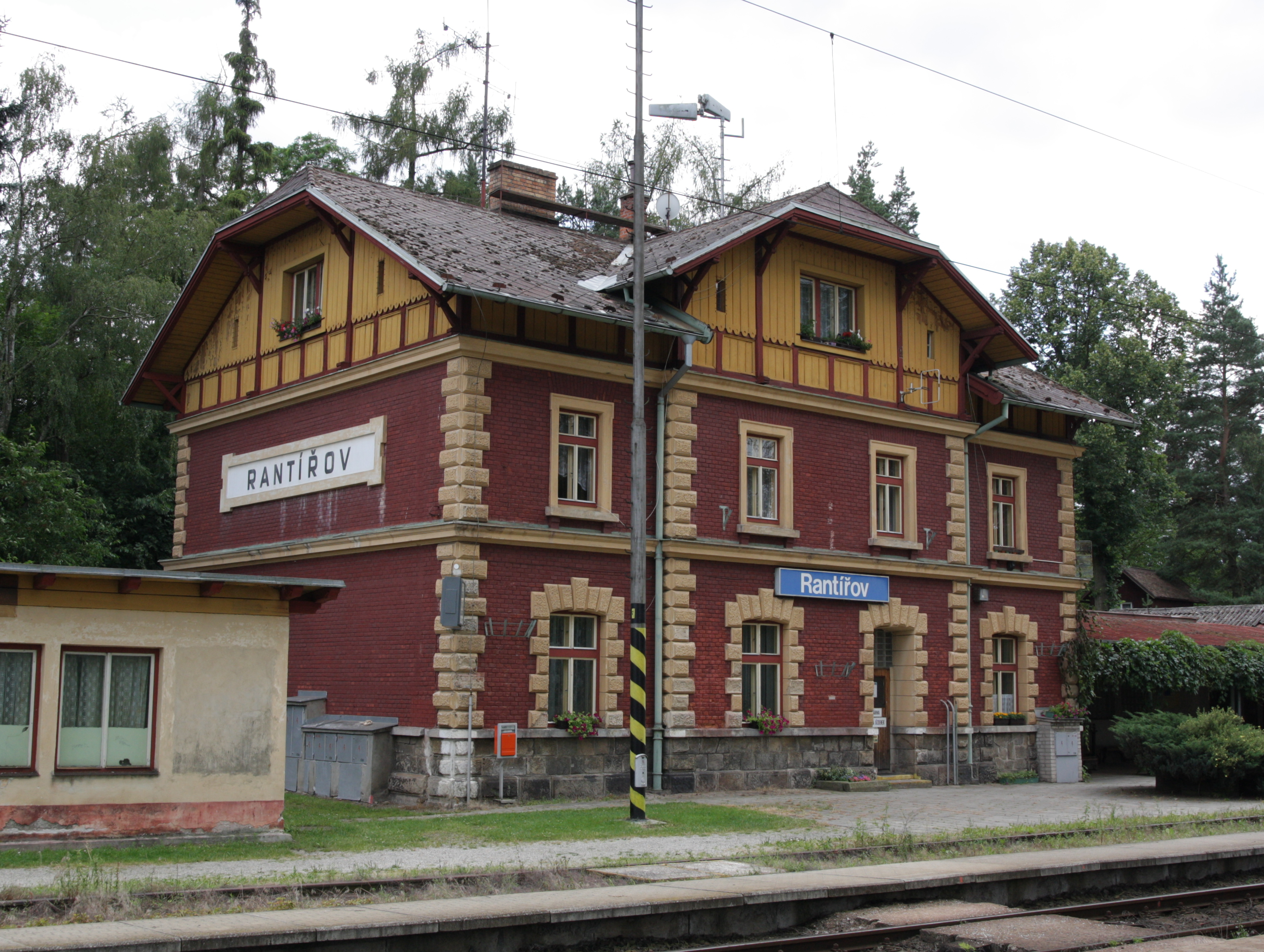
Rantířov
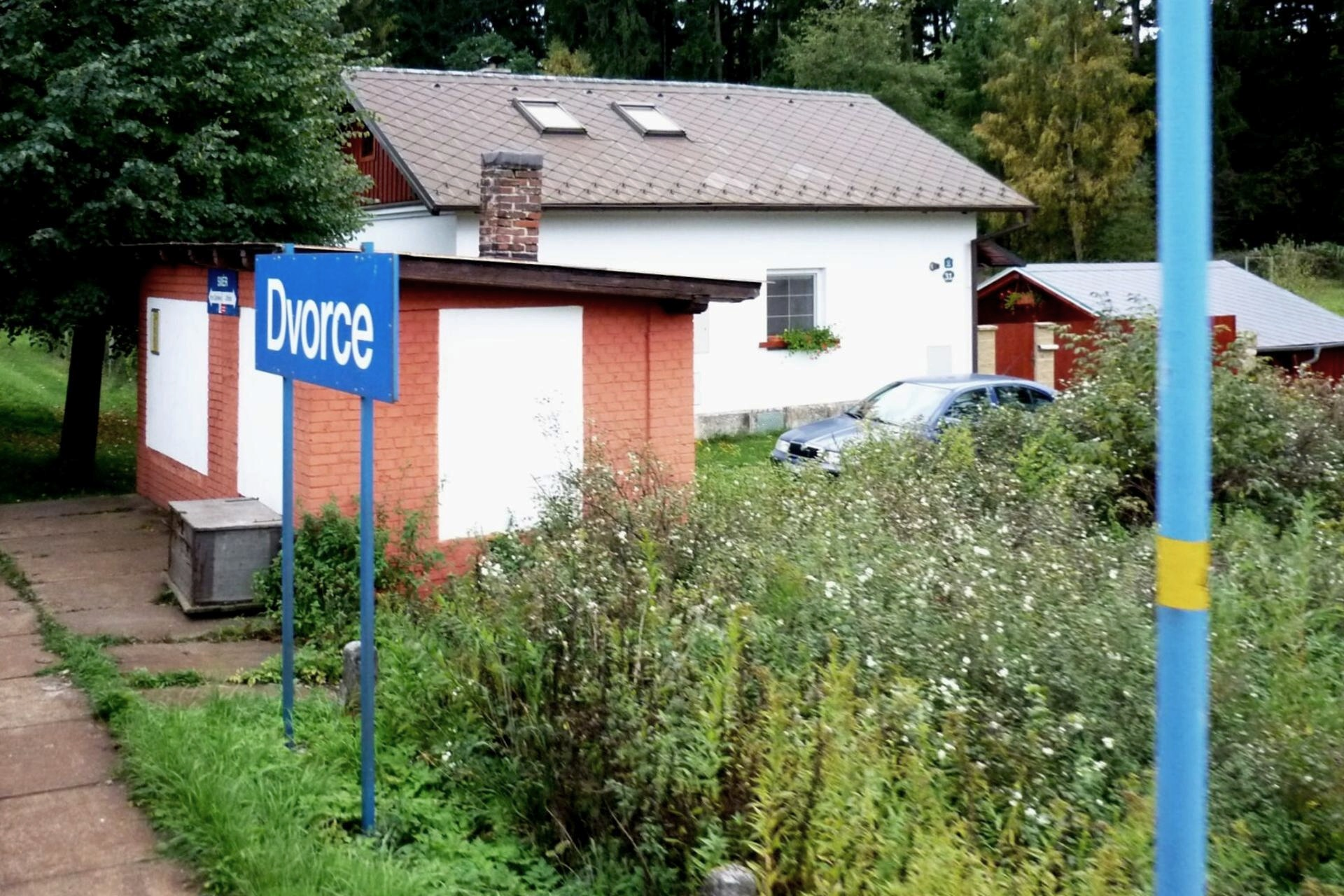
Dvorce
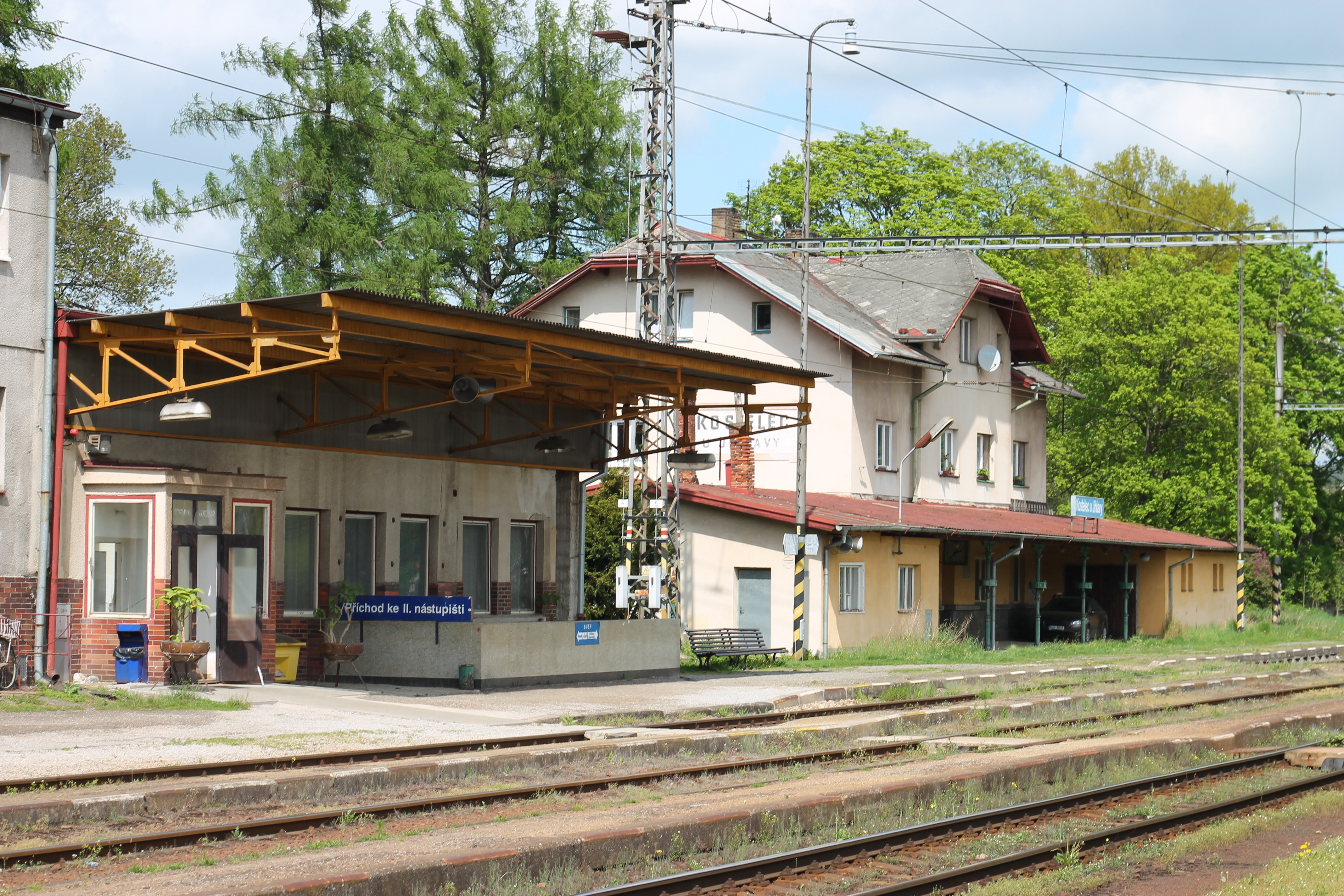
Kostelec u Jihlavy
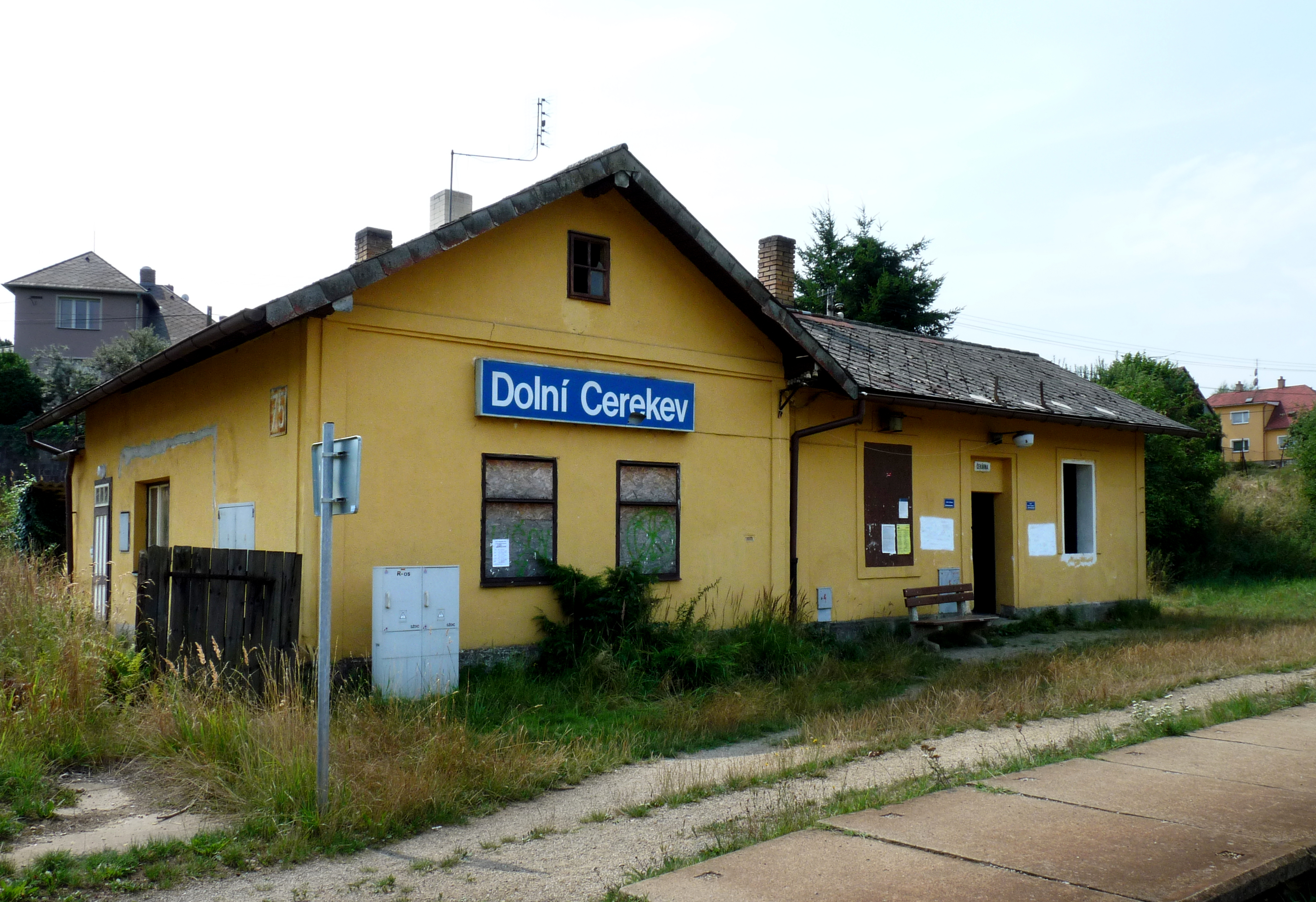
Dolní Cerekev
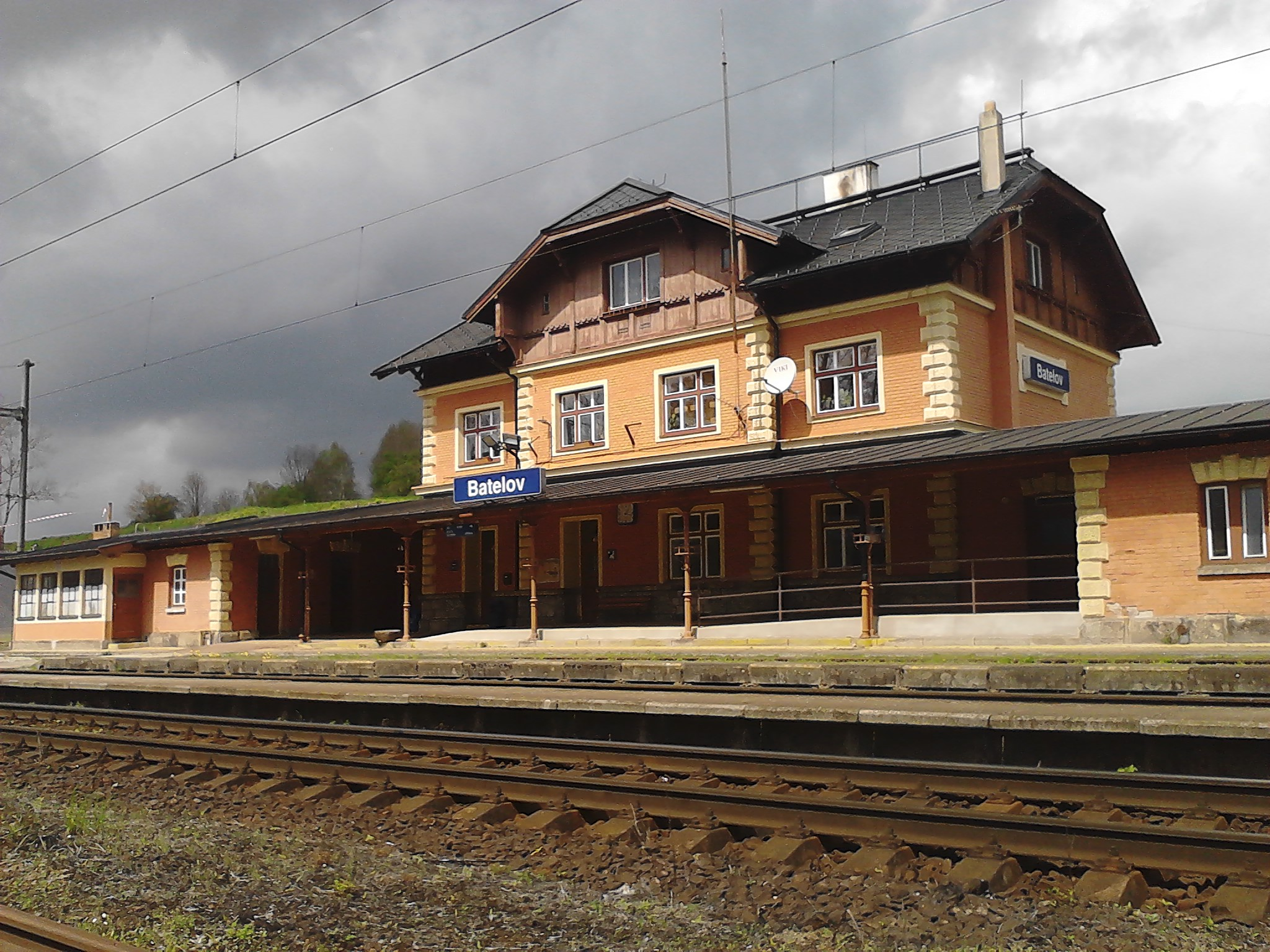
Batelov
Švábov
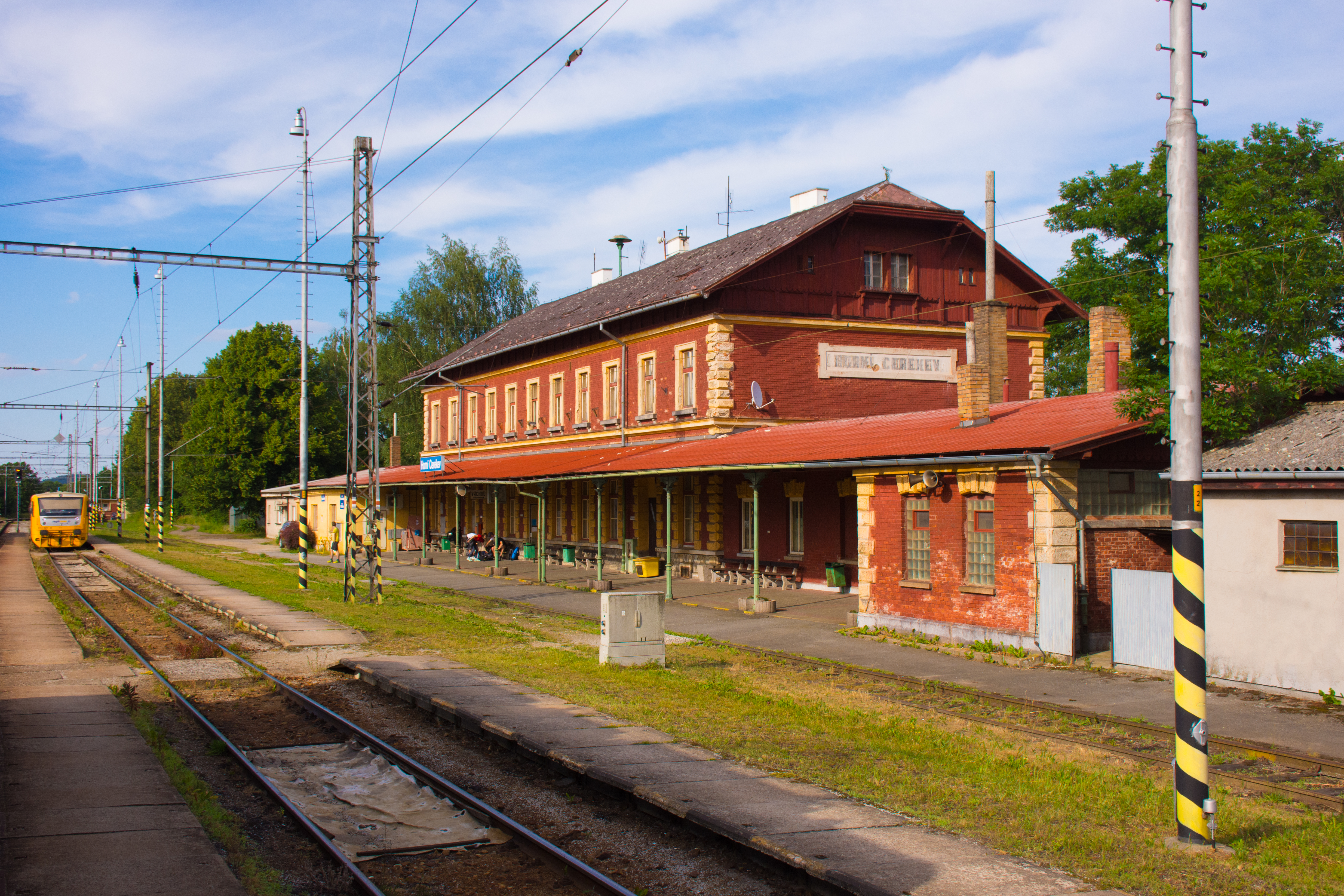
Horní Cerekev
Horní Ves
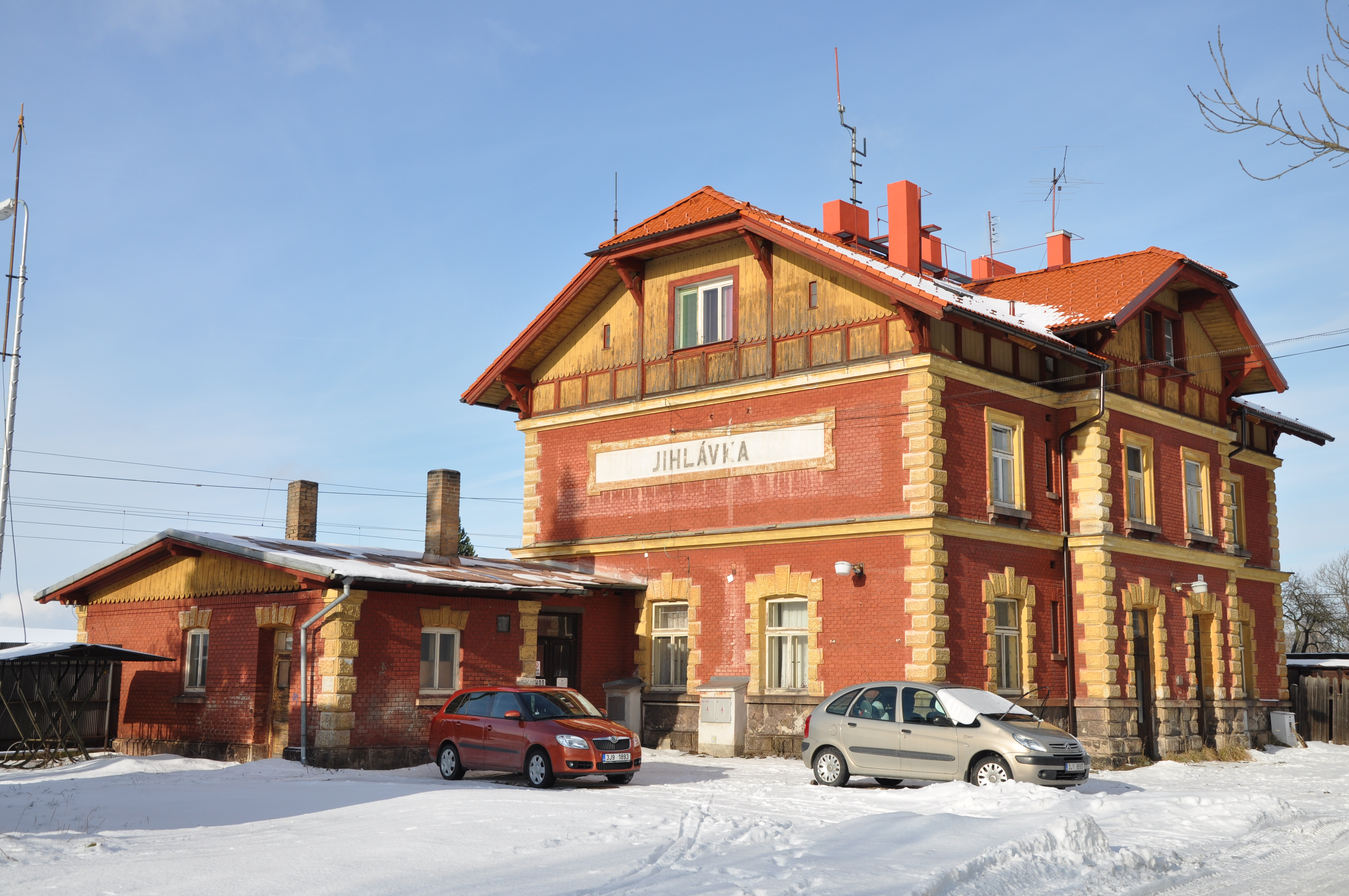
Jihlávka
Horní Vilímeč
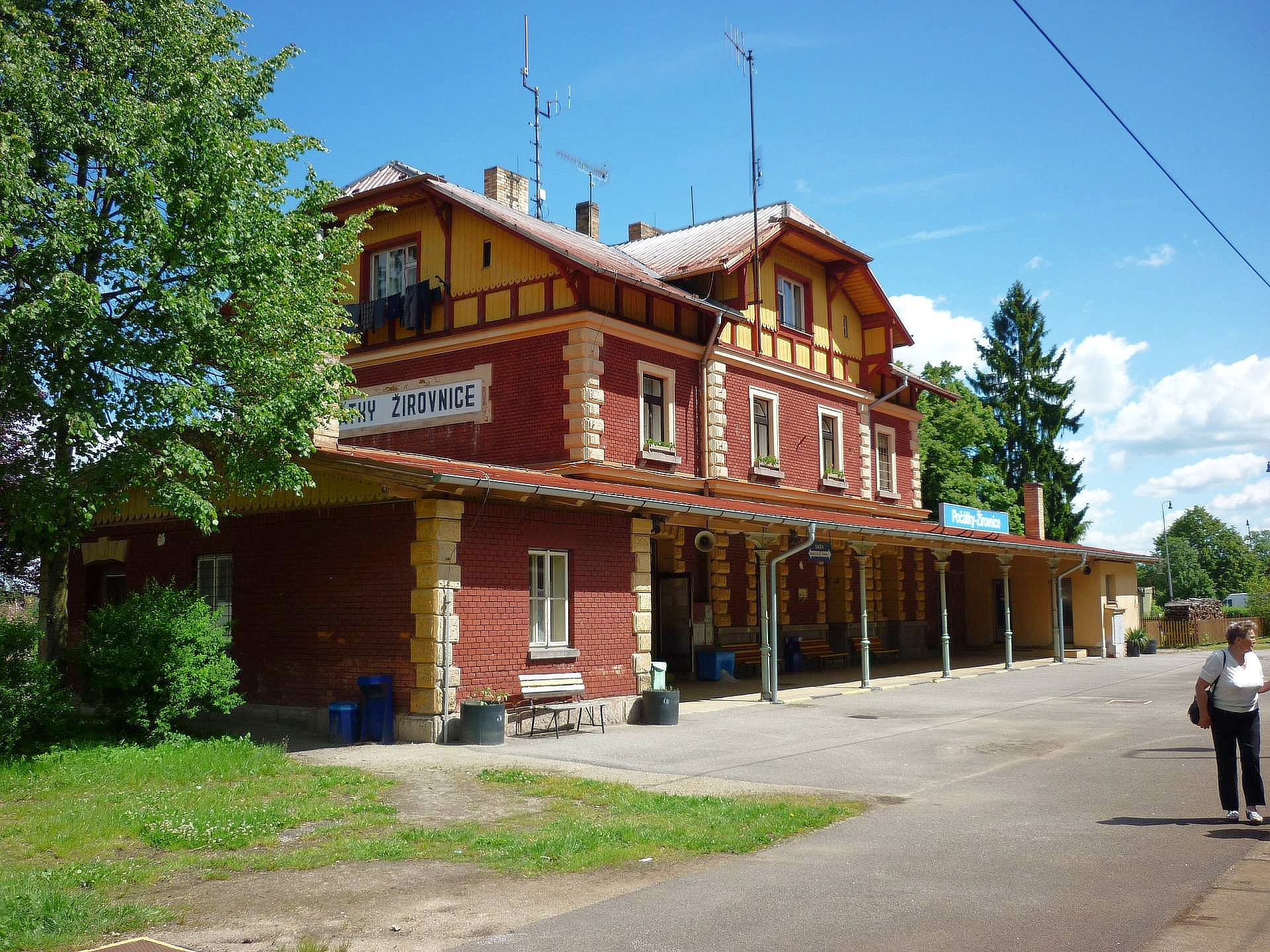
Počátky-Žirovnice

### Jihočeský kraj

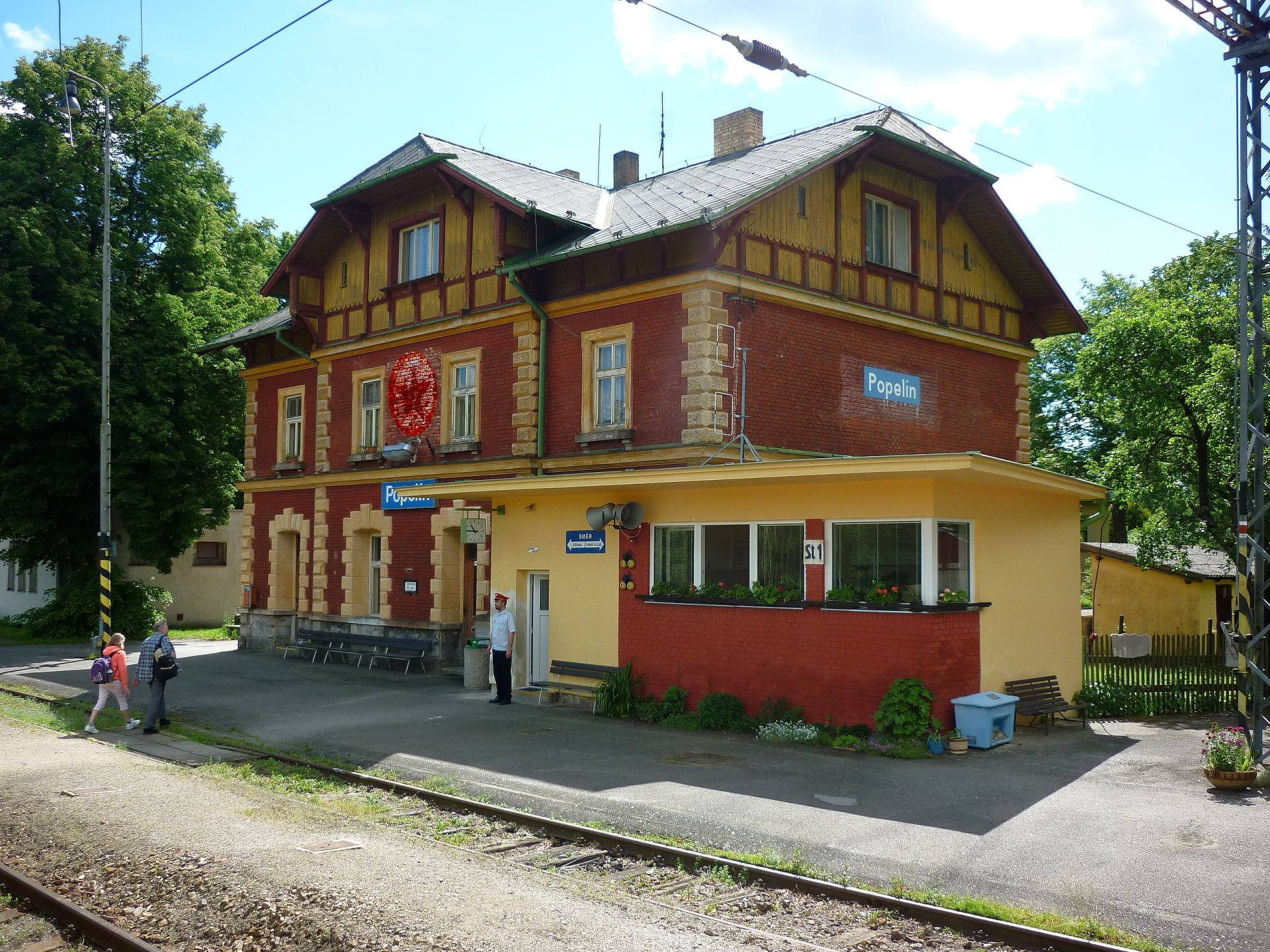
Popelín
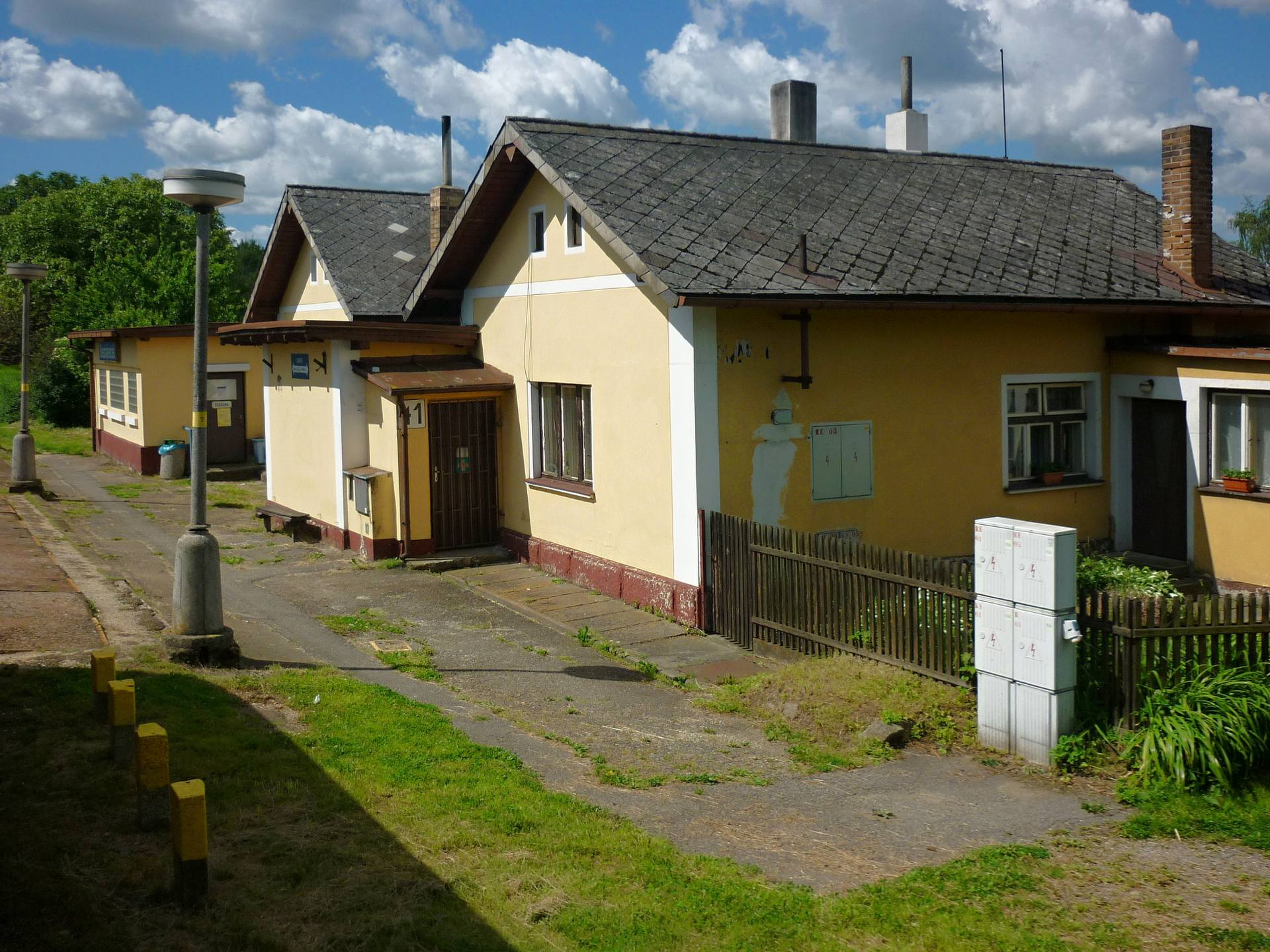
Bednáreček
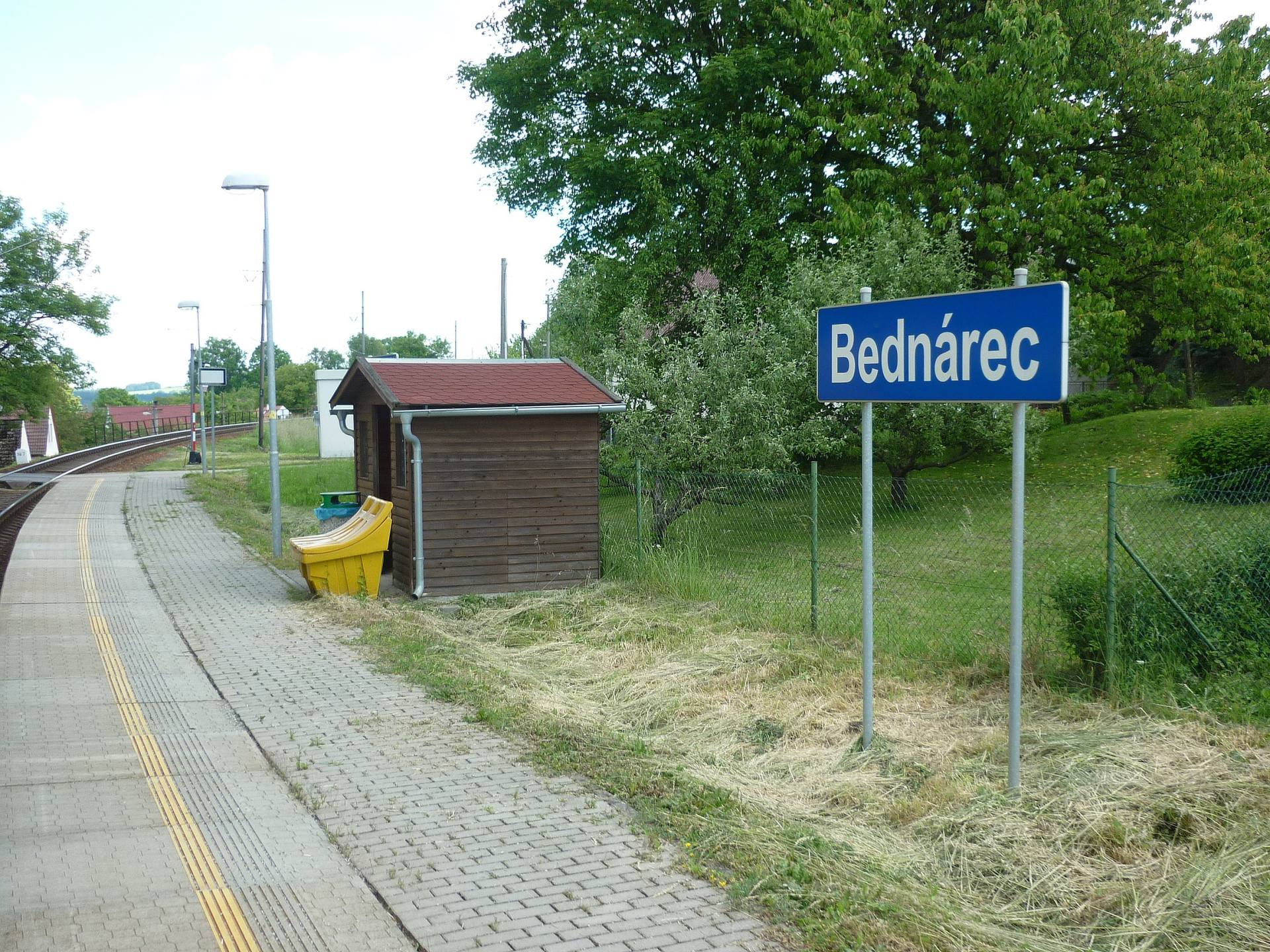
Bednárec
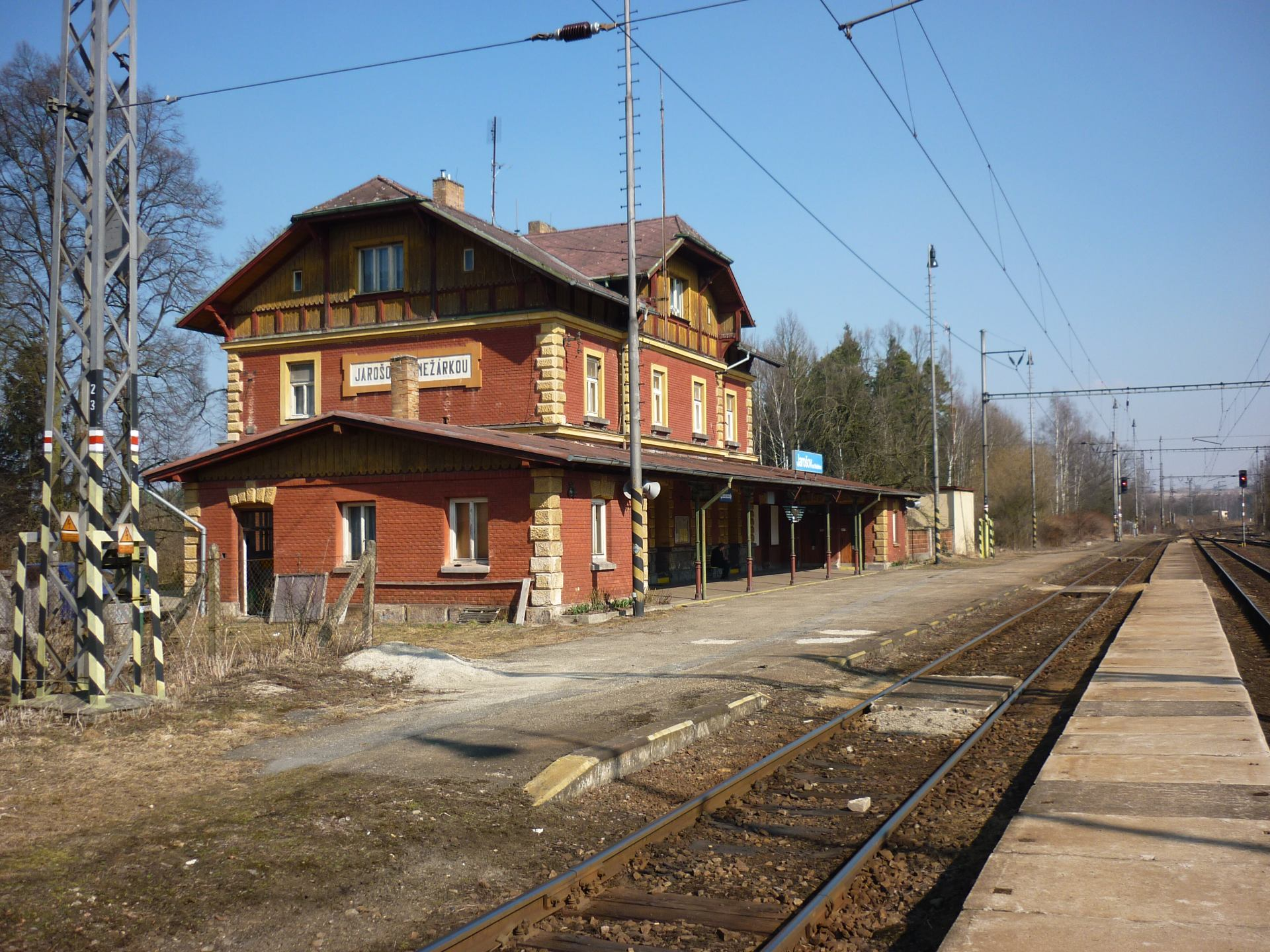
Jarošov nad Nežárkou
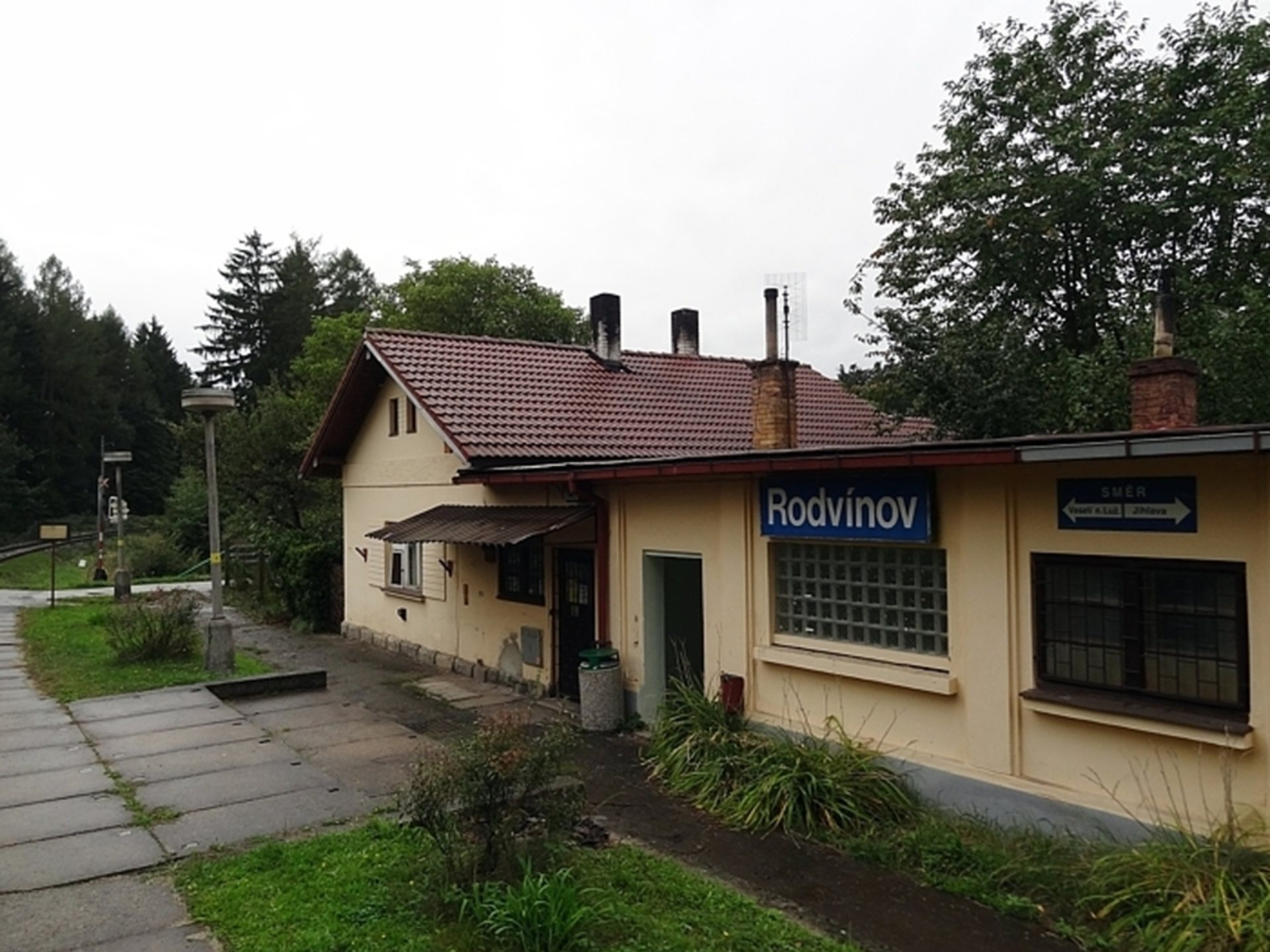
Rodvínov
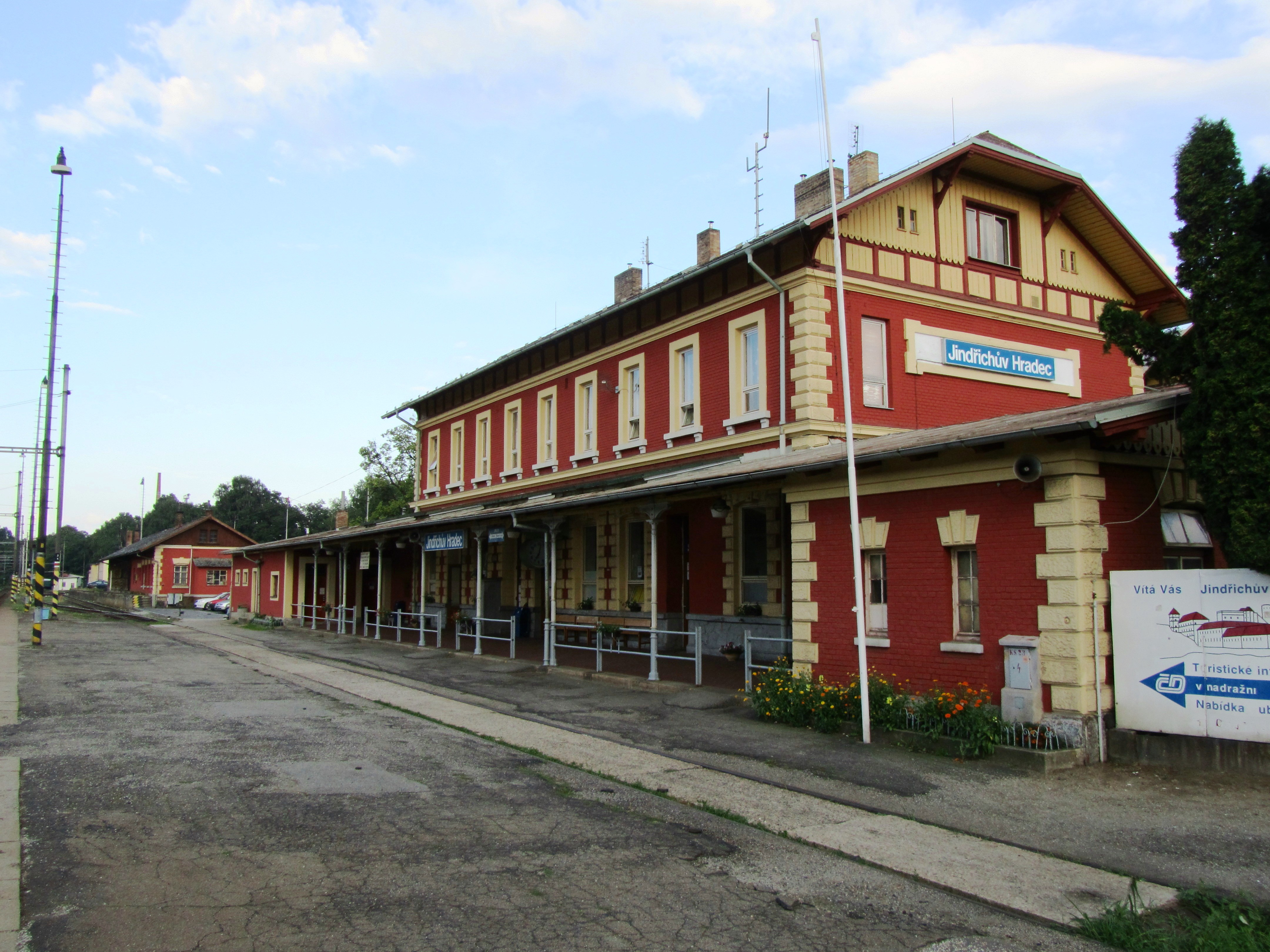
Jindřichův Hradec
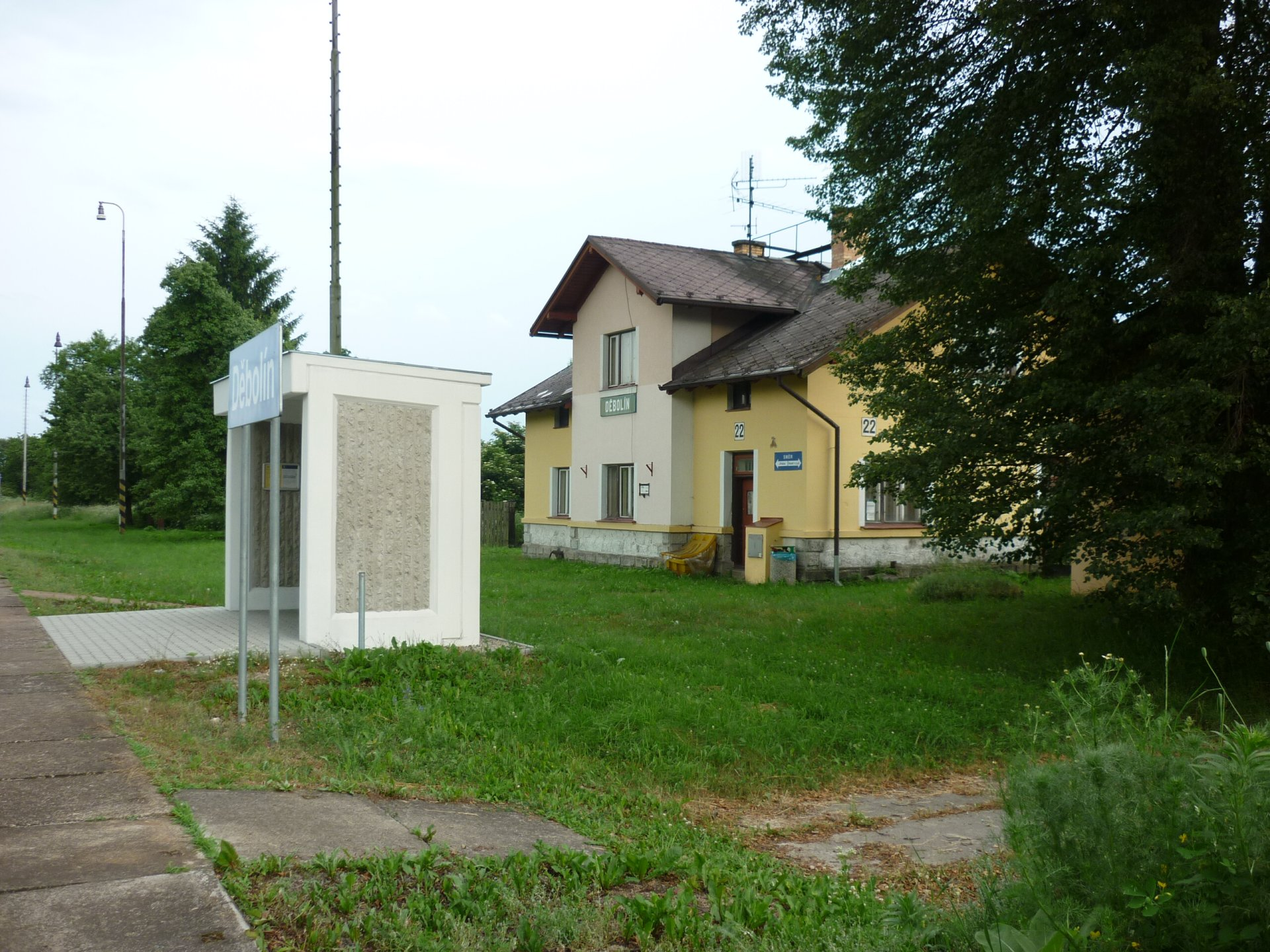
Děbolín
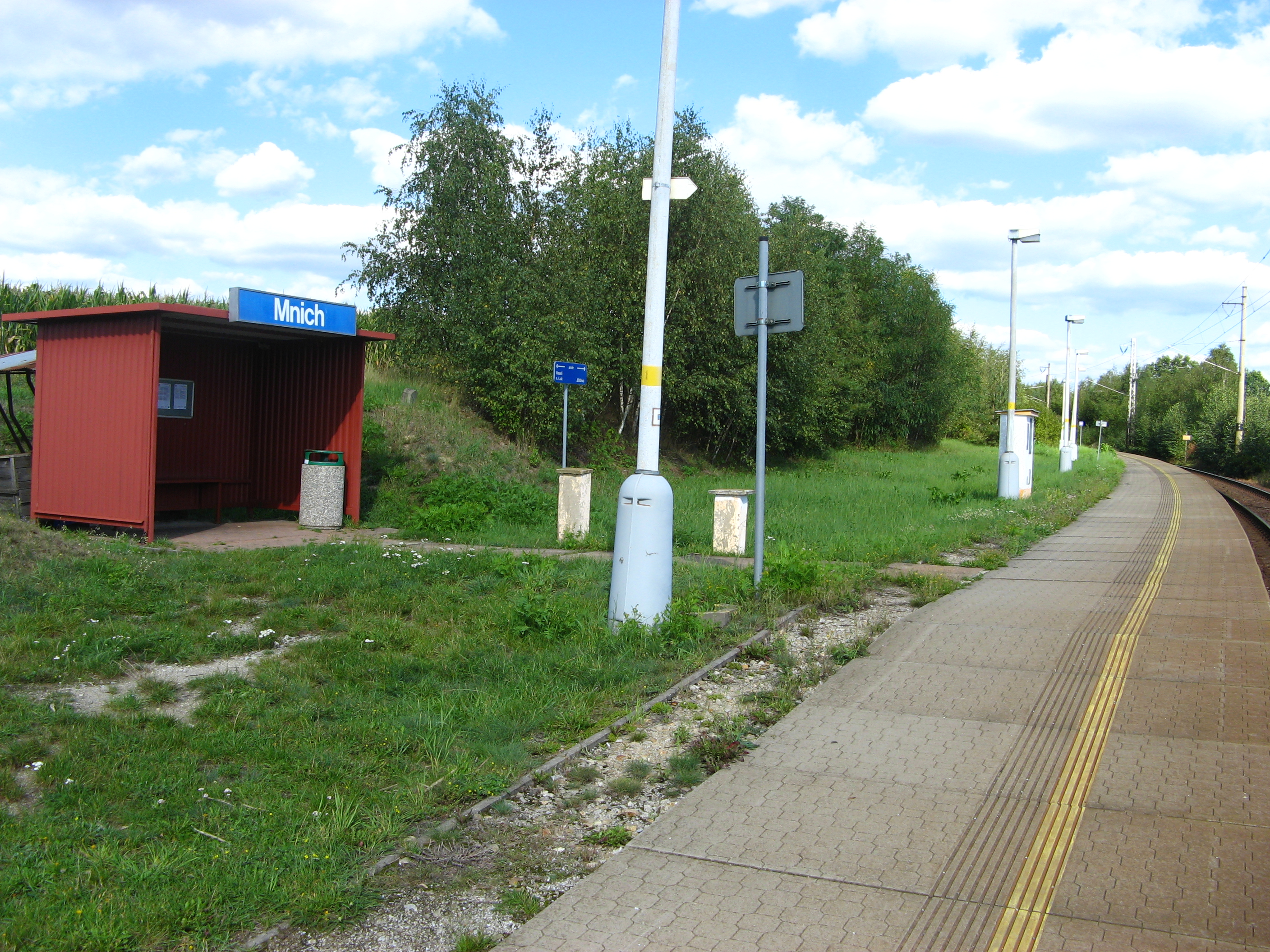
Mnich
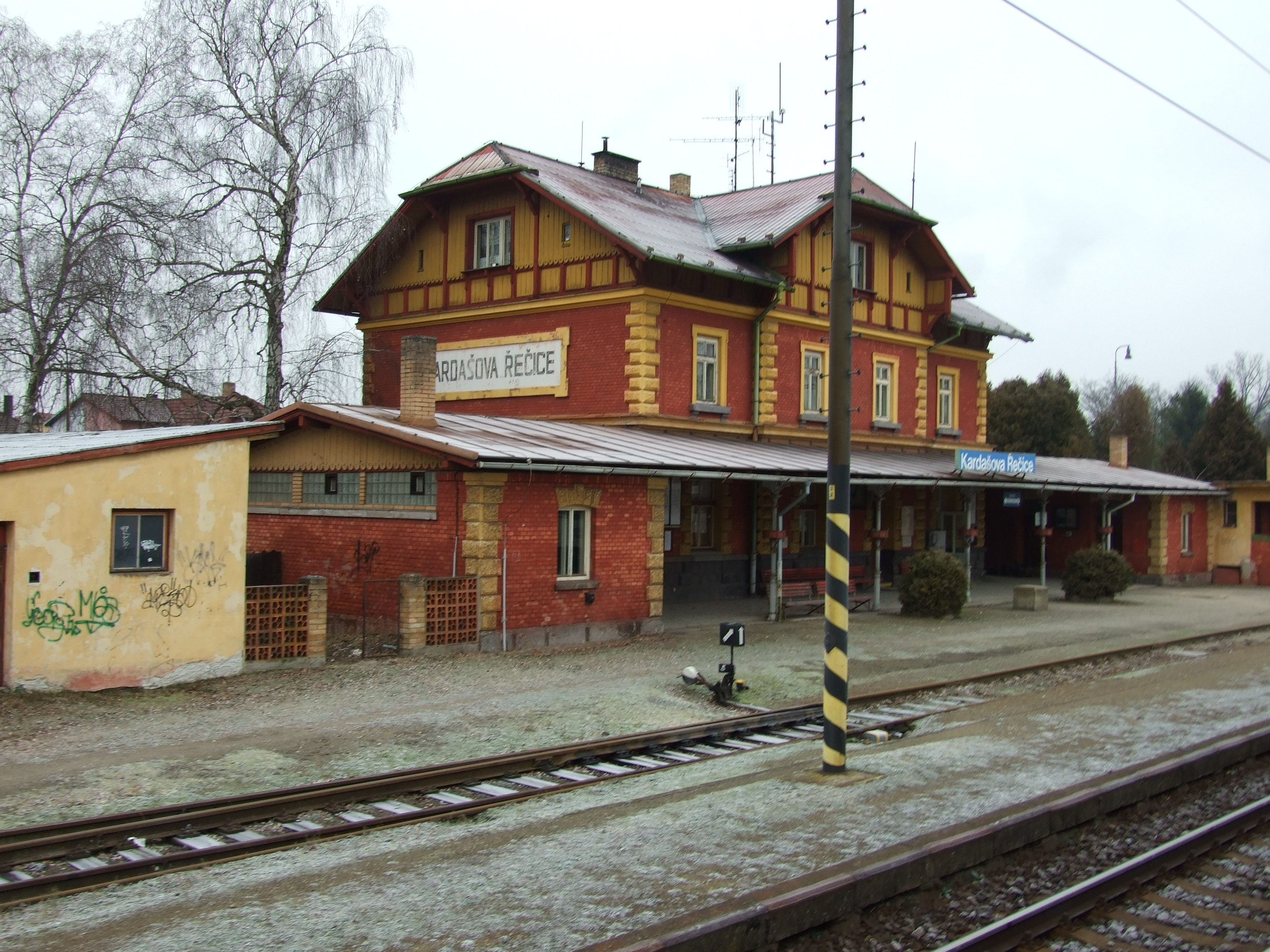
Kardašova Řečice
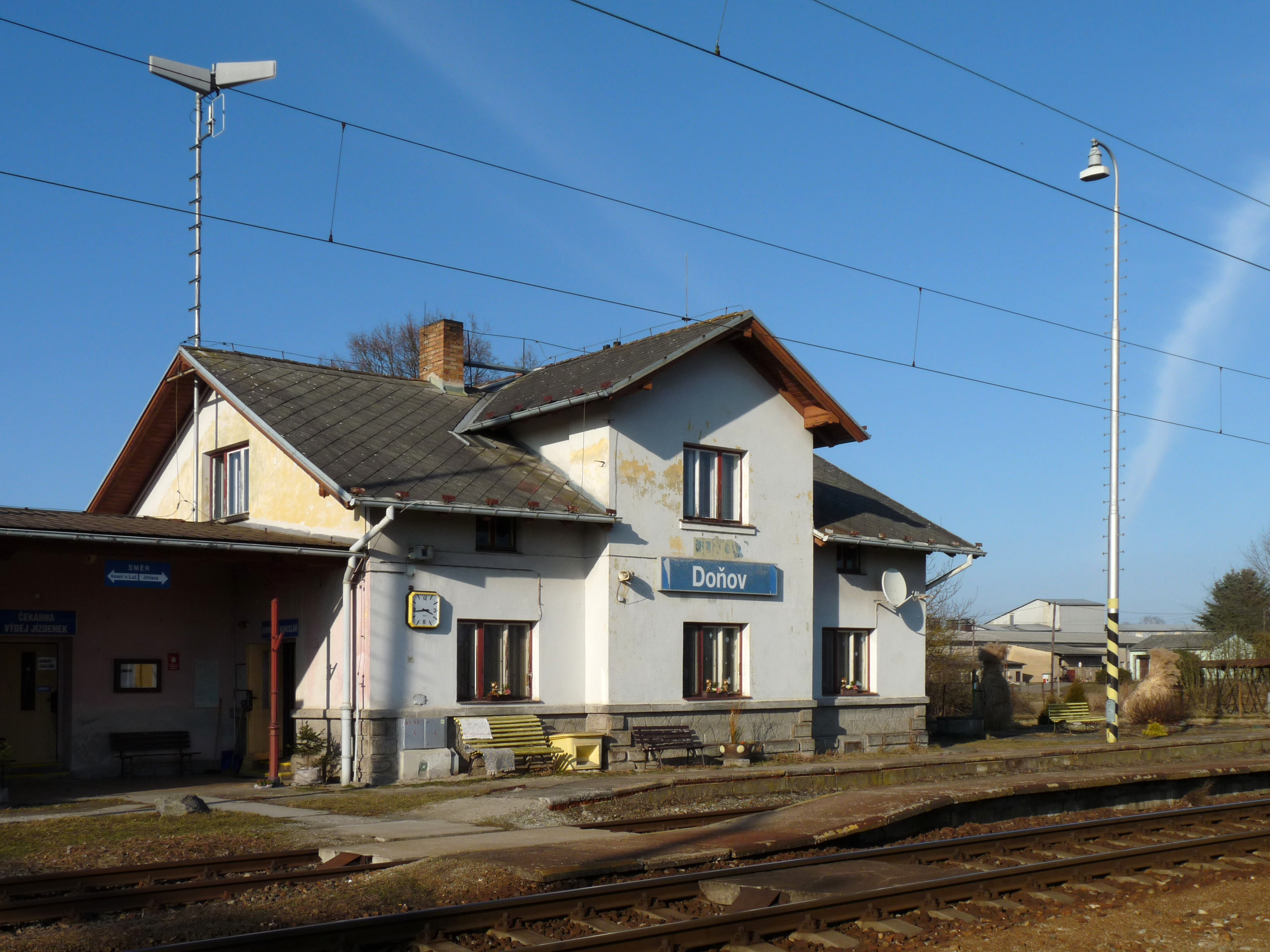
Doňov
Řípec
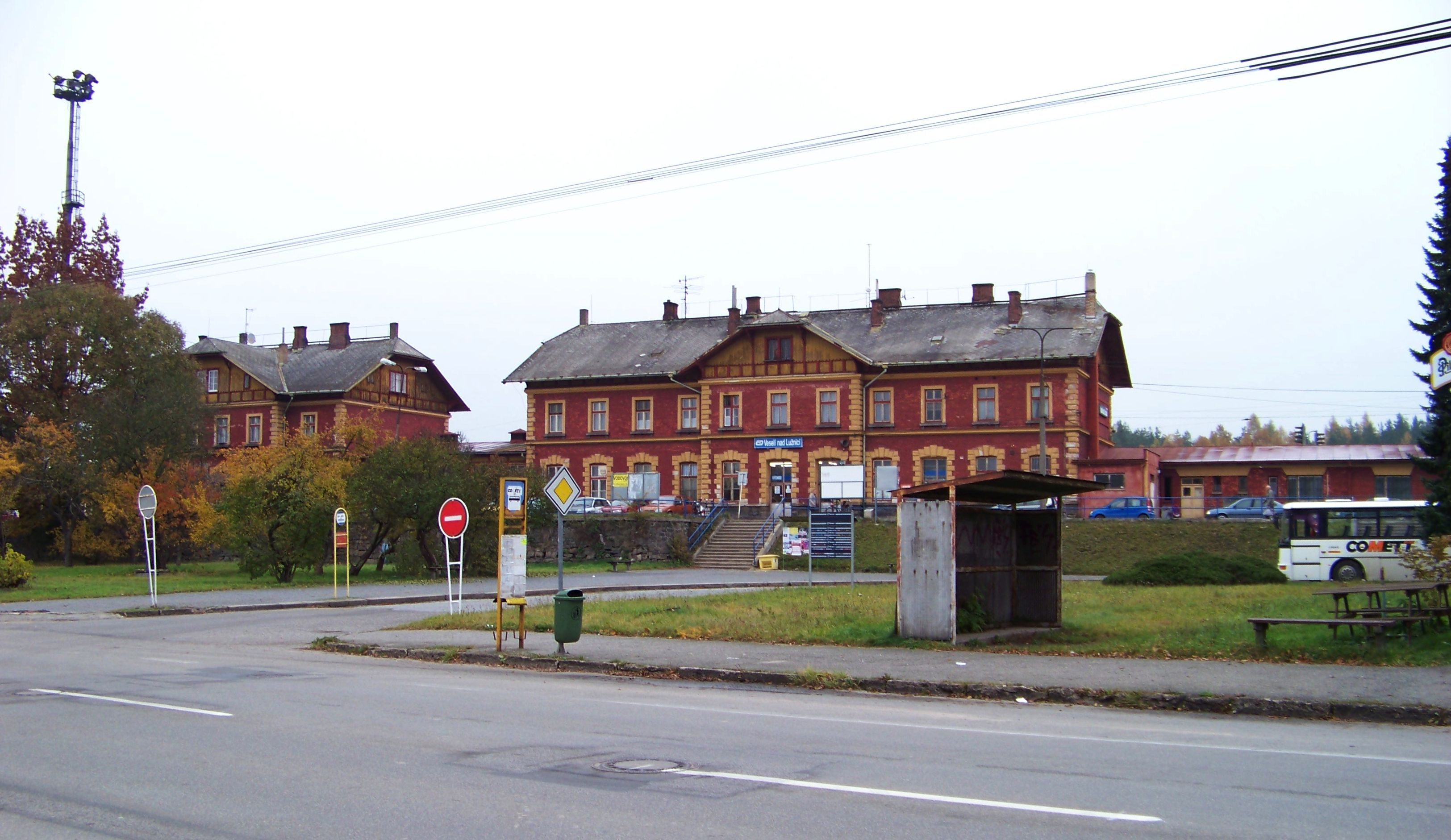
Veselí nad Lužnicí